# Renault Trucks Défense Armoured Multirol Carrier
Pour les articles homonymes, voir AMC.
L'Armoured Multirol Carrier (AMC) est un véhicule de transport de troupes produit par Renault Trucks Défense, branche de Renault Trucks. Présenté en juin 2008 au salon Eurosatory, il est proposé à l'armée de Terre française en remplacement du VAB du même constructeur.  
L'AMC s'inscrit dans les besoins exprimés par de nombreuses forces armées pour un blindé médian à forte protection et haute mobilité.

## Caractéristiques
cf ci-contre plus :
- Masse à vide :  11,5 t (AMC 6x6) ; 14,5 t (AMC 8x8)
- Masse totale en charge :  18 t (AMC 6x6) ; 23 t (AMC 8x8)
- Garde au sol : 0,45 m (AMC 6x6) ; 0,56 m (AMC 8x8)
- Franchissement : pente max : 60 %
- Rayon de braquage :  17 m (AMC 6x6) ; 22 m (AMC 8x8)
- Vitesse maximum :  100 km/h
- Autonomie :  750 km
- Equipage : en fonction de la version :

## Versions
- Porteur blindé
- Combat et infanterie
- Transport de troupes
- AMC-PC (poste de commandement)
- AMC-SAN (ambulance de transport sanitaire)
- AMC-HOT (Lance-missile anti-char HOT de 4 000 m de portée)
- Lance missile antiaérien
- AMC mortier
- AMC-VOA (Véhicule d'observation d'artillerie)
- AMC NBC (reconnaissance NBC)
- Centre de décontamination
- Antimines
- AMC-Tourelleau de 20 mm